# Antonio Quiroga
Antonio Quiroga y Hermida, född 1784, död 1841, var en spansk militär och politiker.
Quviroga tog del i det spanska nationalkriget mot Napoleon I (1808–13). Han ställdes 1815 inför krigsrätt för sitt deltagande i Porliers försök att i Spanien införa en konstitutionell styrelseform, men frikändes. År 1819 häktades han ånyo, emedan han deltagit i greve d'Abisbals stämplingar. Sedan 1820 års friare författning införts i Spanien, utnämndes Quiroga till generalkapten i Galicien 1821, men nedlade detta befäl till följd av en duell 1822. Då en fransk här 1823 inryckte i Spanien för att där återställa enväldet, ställde Quiroga sig i spetsen för en division i La Coruña, kämpade modigt mot fransmännen, men fann snart, att det fria statsskicket inte längre kunde upprätthållas mot fransmännens övermakt och söndringarna inom Spanien. Quiroga övergick då till England och därifrån till Sydamerika, men återkom efter den 1833 utfärdade amnestiakten till Spanien och blev generalkapten i Granada 1835.